# Sleptón
Los sleptones son un conjunto de partículas elementales hipotéticas a las que corresponde ser supercompañeras de los distintos leptones. Todos los sleptones tienen spin 1, al ser bosones (los leptones son fermiones). De momento ninguno ha sido detectado, pero su confirmación sería un punto a favor de la teoría de cuerdas.